# Чичестер-хаус
Чичестер-хаус (англ. Chichester House), или Кэрью-хаус (англ. Carew's House) — здание, располагавшееся на площади Колледж-Грин в Дублине, в XVII веке служило местопребыванием парламента Ирландии. Здание первоначально находилось в собственности сэра Джорджа Кэрью, занимавшего должности лорда-президента Манстера и лорда-казначея Ирландии. Этот дом был построен на месте женского монастыря, разрушенного по указу короля Генриха VIII. Дом Кэрью позже был приобретен сэром Артуром Чичестером и переименован в Чичестер-хаус. Чичестер-хаус был использован в качестве временной резиденции Королевского суда Ирландии в 1605 году. В этом здании 16 ноября 1612 года были подписаны документы, облегчающие колонизацию Ольстера. Здание не сохранилось, а ирландский парламент переехал в новое здание, спроектированное сэром Эдвардом Пирсом в 1729 году.